# C1orf74
C1orf74 (англ. Chromosome 1 open reading frame 74) – білок, який кодується однойменним геном, розташованим у людей на короткому плечі 1-ї хромосоми.  Довжина поліпептидного ланцюга білка становить 269 амінокислот, а молекулярна маса — 29 561.
| 10         |  | 20         |  | 30         |  | 40         |  | 50         |
| ---------- |  | ---------- |  | ---------- |  | ---------- |  | ---------- |
| MLLLDLMSSP |  | SPQLLVAAAQ |  | QTLGMGKRRS |  | PPQAICLHLA |  | GEVLAVARGL |
| KPAVLYDCNC |  | AGASELQSYL |  | EELKGLGFLT |  | FGLHILEIGE |  | NSLIVSPEHV |
| CQHLEQVLLG |  | TIAFVDVSSC |  | QRHPSVCSLD |  | QLQDLKALVA |  | EIITHLQGLQ |
| RDLSLAVSYS |  | RLHSSDWNLC |  | TVFGILLGYP |  | VPYTFHLNQG |  | DDNCLALTPL |
| RVFTARISWL |  | LGQPPILLYS |  | FSVPESLFPG |  | LRDILNTWEK |  | DLRTRFRTQN |
| DFADLSISSE |  | IVTLPAVAL  |  |            |  |            |  |            |

A: Аланін

C: Цистеїн

D: Аспарагінова кислота

E: Глутамінова кислота

F: Фенілаланін

G: Гліцин

H: Гістидин

I: Ізолейцин

K: Лізин

L: Лейцин

M: Метіонін

N: Аспарагін

P: Пролін

Q: Глутамін

R: Аргінін

S: Серин

T: Треонін

V: Валін

W: Триптофан

Задіяний у такому біологічному процесі як поліморфізм. 